# Stazzano
Stazzano (piemonti és ligur nyelven: Stassan) település Olaszországban, Piemont régióban, Alessandria megyében. Lakosainak száma 2299 fő (2023. január 1.). Stazzano Borghetto di Borbera, Cassano Spinola, Serravalle Scrivia, Vignole Borbera és Sardigliano községekkel határos.

## Népesség
A település lakossága az elmúlt években az alábbi módon változott:
| Lakosok száma | 2429 | 2417 | 2299 |
|               | 2017 | 2018 | 2023 |